# Wallace Fox
Pour les articles homonymes, voir Fox.
Wallace Fox (parfois crédité Wallace W. Fox) est un réalisateur et producteur américain, né à Purcell, Oklahoma, le 9 mars 1895; décédé à Hollywood, Californie, le 30 juin 1958 à l'âge de 63 ans. Il a dirigé 84 films et serials entre 1927 et 1953.
Il débute comme assistant réalisateur des films d'Edwin Carewe dans les années 1920, avant de passer à la réalisation. Il s'essaye à plusieurs genres, du film d'horreur au western, en passant par la comédie et le drame.

## Filmographie partielle
- 1941 : Bowery Blitzkrieg (en)

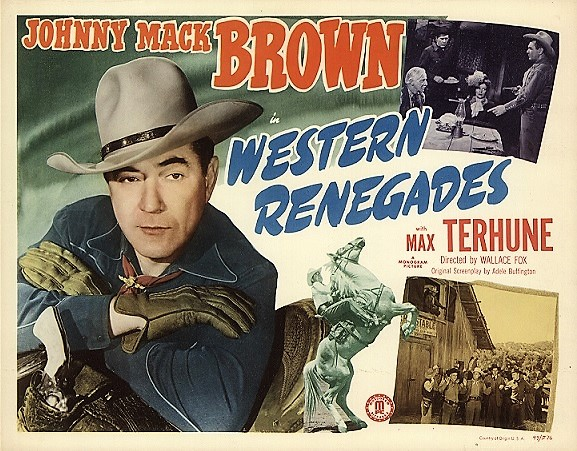
Affiche de Western Renegades (1949).

- 1942 : Le Voleur de cadavres (The Corpse Vanishes)
- 1942 : Le Monstre de minuit (Bowery at Midnight)
- 1942 : Let's Get Tough! (en)
- 1942 : 'Neath Brooklyn Bridge (en)
- 1944 : Million Dollar Kid
- 1945 : Brenda Starr, Reporter (en)
- 1945 : Docks of New York (en)
- 1945 : Pillow of Death
- 1946 : Les peaux-rouges attaquent (Gun Town)
- 1946 : Wild Beauty (en)
- 1947 : The Vigilante
- 1949 : Western Renegades (en)
- 1950 : West of Wyoming (en)
- 1950 : Arizona Territory (en)